# Józef Antoni Kenig
Józef Antoni Kenig (ur. 9 lipca 1897 w Warszawie, zm. 16–19 kwietnia 1940 w Katyniu) – porucznik artylerii Wojska Polskiego, ofiara zbrodni katyńskiej.

## Życiorys
Urodził się w rodzinie Stanisława i Matyldy ze Zwolińskich. Był bratem Mariana i Jana oraz wnukiem Józefa Keniga oraz Michała Antoniego Zwolińskiego.
Brał udział w I wojnie światowej w armii rosyjskiej. Później zaciągnął się do armii generała Józefa Hallera. Uczestniczył w III powstaniu śląskim. Został potem odznaczony Śląską Wstęgą Waleczności.
8 stycznia 1924 został zatwierdzony w stopniu porucznika ze starszeństwem z 1 czerwca 1919 i 1135. lokatą w korpusie oficerów rezerwy artylerii. Posiadał wówczas przydział w rezerwie do dywizjonu artylerii zenitowej w Warszawie. W 1928 złożył egzamin na kapitana rezerwy. W 1934, jako porucznik rezerwy pozostawał w ewidencji Powiatowej Komendy Uzupełnień Łódź Miasto II. Posiadał przydział do Oficerskiej Kadry Okręgowej Nr IV. Był wówczas „w dyspozycji dowódcy Okręgu Korpusu Nr IVI”.
Mieszkał w Szczuczynie, gdzie pracował jako urzędnik państwowy. Ożenił się z Jadwigą z Paszkiewiczów, pochodzącą z litewskiej rodziny ziemiańskiej.
W czasie kampanii wrześniowej 1939, po agresji ZSRR na Polskę w nieznanych okolicznościach dostał się niewoli sowieckiej. Od kwietnia 1940 przebywał w obozie jenieckim w Kozielsku. Między 15 a 17 kwietnia 1940 został przekazany do dyspozycji naczelnika Zarządu NKWD Obwodu Smoleńskiego – lista wywózkowa 032/1 z 14 kwietnia 1940. Między 16 a 19 kwietnia 1940 zamordowany w Katyniu, przez funkcjonariuszy Obwodowego Zarządu NKWD w Smoleńsku oraz pracowników NKWD przybyłych z Moskwy na mocy decyzji Biura Politycznego KC WKP(b) z 5 marca 1940. Ofiary tej zbrodni grzebano w bezimiennych mogiłach zbiorowych, gdzie od 28 lipca 2000 mieści się oficjalnie Polski Cmentarz Wojenny w Katyniu. W miejscu tym prowadzone były ekshumacje i prace archeologiczne. W 1943 jego ciało zostało zidentyfikowane w toku ekshumacji nadzorowanych przez Niemców pod numerem 1134 – raport dzienny z 6 maja 1943. Przy jego szczątkach znaleziono: wizytówki, dwie karty pocztowe oraz list. Figuruje na liście Komisji Technicznej PCK pod numerem 01134, gdzie wskazano adres zamieszkania: Wilno, Wileńska nr 25 m. 1.
5 października 2007 minister obrony narodowej Aleksander Szczygło mianował go pośmiertnie na stopień majora. Awans został ogłoszony 9 listopada 2007 w Warszawie, w trakcie uroczystości „Katyń Pamiętamy – Uczcijmy Pamięć Bohaterów”.